# Romanogobio uranoscopus
Romanogobio uranoscopus или танкорепа кркуша (такође и звездоглед) је зракоперка из реда Cypriniformes.

## Распрострањење
Представник је врста које су субендемити Дунавског басена, у Средњој и јужној Европи. Ареал врсте Romanogobio uranoscopus обухвата већи број држава. Присутна је у Пољској, Србији, Мађарској, Румунији, Украјини, Босни и Херцеговини, Бугарској, Албанији, Црној Гори, Македонији, Словачкој, Словенији, Чешкој, Хрватској и Аустрији.

## Станиште и екологија
Станишта врсте су речни екосистеми и слатководна подручја. Живи у брзим водама са шљунковитим дном. Мрести се у јуну месецу.

## Угроженост
Ова врста није угрожена, и наведена је као врста ниског ризика јер је широко распрострањена.